# Корочкин, Алексей Тимофеевич
Алексей Тимофеевич Корочкин (15 апреля 1932 года, Каменец, Новодугинский район, Смоленская область, СССР — 20 июля 1999 года, Асбест, Свердловская область, Россия) — Герой Социалистического Труда (1971), прессовщик Уральского завода асбестовых технических изделий Министерства нефтеперерабатывающей и нефтехимической промышленности СССР Свердловской области.

## Биография
Родился 15 апреля 1932 года в деревне Каменец (ныне — Новодугинский район Смоленской области) в крестьянской семье. Жили в землянках и окопах. В 1949 году получил начальное образование (4 класса) в школе деревни Брюхачиха.
Свою трудовую деятельность начал в колхозе, затем на лесозаготовке в Шаповском леспромхозе. В 1952—1955 годах прошёл службу в рядах Советской Армии, а после демобилизации переехал в город Асбест к сестре Татьяне Спасской (Корочкиной), где закончил семилетнюю школу рабочей молодежи, а затем и Асбестовский горный техникум на вечернем отделении.
С февраля 1956 года по 1989 год работал прессовщиком, аппаратчиком в цехе асбоформировочных деталей на Уральском заводе асбестовых технических изделий. В 1989 году вышел на пенсию и продолжил работать слесарем в фенольном отделении завода.
Алексей Тимофеевич был членом ВЛКСМ, членом КПСС, членом партбюро завода, членом городского комитета КПСС, депутатом городского Совета народных депутатов.
Скончался в 1999 году.

## Память
В память о А. Т. Корочкине посвящён стенд в заводском музее.

## Награды
За свои достижения был награждён:
- 28.05.1966 — орден Трудового Красного Знамени «за досрочное выполнение семилетнего плана»;
- 1970 — медаль «В ознаменование 100-летия со дня рождения Владимира Ильича Ленина»;
- 20.04.1971 — звание Герой Социалистического Труда с золотой медалью Серп и Молот и орден Ленина «за выдающиеся успехи в выполнении заданий пятилетнего плана, внедрение передовых методов труда и достижение высоких технико-экономических показателей в нефтехимической промышленности».